# 10053 Noeldetilly
10053 Noeldetilly è un asteroide della fascia principale. Scoperto nel 1987, presenta un'orbita caratterizzata da un semiasse maggiore pari a 2,2785757 au e da un'eccentricità di 0,1565007, inclinata di 4,28657° rispetto all'eclittica.